# Haynes, Arkansas
Haynes là một thị trấn thuộc quận Lee, tiểu bang Arkansas, Hoa Kỳ. Năm 2010, dân số của thị trấn này là 150 người.

## Dân số
- Dân số năm 2000: 214 người.
- Dân số năm 2010: 150 người.